# Ligne Lyss–Soleure
La ligne de chemin de fer Lyss – Soleure est une ligne ferroviaire à écartement standard en Suisse. Le trafic ferroviaire a été suspendu sur le tronçon Büren an der Aare – Soleure. L'infrastructure appartient aux CFF, tandis que la BLS est responsable des services réguliers de transport de voyageurs.

## Historique

### Ouverture
Le premier tronçon de la ligne, entre Lyss et Busswil, a été ouvert en 1864 par les chemins de fer bernois dans le cadre de l'actuelle ligne ferroviaire Bienne/Bienne–Berne, qui faisait partie de la ligne nationale La Neuveville–Bienne–Berne– Langnau. Fin 1876, la ligne Busswil–Soleure est mise en service en même temps que la Gäubahn (Olten–Soleure), ,. La ligne Lyss-Soleure est souvent comptée comme faisant partie du Gäubahn en raison de la date d'ouverture commune, mais cela est controversé car les trains étaient toujours connectés via Herzogenbuchsee. La ligne est à voie unique, même si l'espace aurait été suffisant pour construire deux voies.

### Début du XXe siècle
En 1902, la ligne entre en possession des CFF, mais depuis 2004, les BLS sont responsables du trafic sur la ligne après un important échange de trafic régional contre du trafic longue distance dans la région de Berne.
Le 9 septembre 1929, un train spécial militaire vide est entré en collision avec un train de voyageurs près de Lüsslingen en raison d'un malentendu sur l'emplacement du lieu de croisement, blessant environ 70 personnes.
À cause du manques de charbon dû à la Seconde Guerre mondiale, la ligne est électrifiée.

### Désaffectation de Büren à Soleure
En 1994, le trafic voyageurs sur le tronçon Büren an der Aare – Soleure a été arrêté et remplacé par des bus car la fréquence d'utilisation n'était pas satisfaisante aux yeux des CFF. La caténaire a été démontée, mais les voies sont complètes à l'exception de la gare de Büren sur un court tronçon. La ligne est toujours utilisée de Soleure à Arch pour les trajets de raccordement, mais en raison de l'installation de deux heurtoirs fixes et du court tronçon de voie manquant dans la gare de Büren, un fonctionnement sans interruption n'est plus possible. Le gouvernement fédéral a officiellement désaffecté la section de la ligne en 2003. La même année, le heurtoir a été construit à Büren, qui marque la fin de la ligne en direction de Lyss. Depuis lors, l'Association des chemins de fer à vapeur de Berne organise des voyages publics spéciaux en train à vapeur sur le tronçon fermé de Büren à Soleure. Mais depuis que la vérification du passage souterrain à hauteur de la route principale 22 à l'entrée du village de Büren a constaté que le pont ferroviaire était en mauvais état en 2016, cela n'est plus possible. Les CFF ne sont pas intéressés par une rénovation et l'Association des chemins de fer à vapeur de Berne n'a pas l'argent nécessaire pour couvrir les frais de plusieurs centaines de milliers de francs.
Alors que le canton de Soleure a accueilli le changement positivement en raison de la meilleure accessibilité des bus depuis les villages, le canton de Berne et l'Association transports et environnement ont adressé un recours contre le changement initialement provisoire. La proposition faite par les deux institutions était de prolonger le tracé du chemin de fer Oensingen-Balsthal depuis Oensingen jusqu'à Lyss via la Gäubahn en passant par Soleure et Büren.
Il n'y a désormais qu'une seule voie en gare de Büren, mais deux heurtoirs : l'un forme la fin de la ligne de Kerzers à Lyss, l'autre est en sens inverse de Soleure, à quelques mètres seulement de celui de Lyss. Il n'y a plus de rails entre les deux heurtoirs, seulement la voie d'accès au quai. Le tronçon Soleure – Büren est désormais considéré comme une voie de gare prolongée pour la gare de Soleure. Conformément à la réglementation, les trains circulent en parcours de manœuvre dans une gare (parcours à vue, vitesse maximale de 40 km/h).

## Exploitation
À l'époque de l'ouverture, les trains étaient reliés à la ligne ferroviaire Soleure–Herzogbuchsee. Après sa conversion et son expansion en ligne Soleure – Wanzwil sans trafic régional, les trains ne peuvent plus circuler. Au lieu de cela, le BLS propose des trains régionaux toutes les heures entre Büren et Lyss, avec des trains supplémentaires aux heures de pointe. A Lyss, il y a une correspondance avec les trains InterRegio 65 vers Bienne et Berne et des Regio vers Chiètres.